# Stewart Menzies
Stewart Menzies (Londra, 30 gennaio 1890 – Londra, 29 maggio 1968) è stato un generale e agente segreto britannico, che fu capo del Servizio di spionaggio britannico prima e durante la seconda guerra mondiale.

## Biografia

### Famiglia, infanzia e prima giovinezza
Stewart Graham Menzies nacque nel 1890 in Inghilterra in una famiglia molto ricca, secondo figlio di John Graham Menzies e di Susannah West Wilson, figlia dell'armatore Arthur Wilson. Suo nonno Graham Menzies era un distillatore di whisky che fece grandi guadagni. I suoi genitori divennero amici di Edoardo VII Menzies era nipote di Robert Stewart Menzies, era un liberale scozzese che fu membro della Camera dei comuni dal 1885 al 1889. Ma il padre di Menzies era una persona dissoluta, che non intraprese mai una carriera e che sperperò la sua parte della fortuna famigliare; morì di tubercolosi nel 1911, nei suoi primi anni '50, lasciando solo poche proprietà
Menzies frequentò l'Eton College che terminò nel 1909. Egli eccelleva negli sport, caccia e corsa campestre. Vinse premi per i suoi studi delle lingue ed era considerato un eccellente studente in tutte le materie.

### Inizio della carriera militare
Da Eton egli entrò nelle "Grenadier Guards" come sottotenente. Dopo un anno nel suo reggimento fu trasferito nelle "Second Life Guards" e fu promosso tenente con incarico di attendente nel 1913.

### Prima guerra mondiale
Durante la prima guerra mondiale Menzies prestò servizio in Belgio. Rimase ferito a Zandvoorde (presso Zonnebeke, nelle Fiandre Occidentali) nell'ottobre 1914 e combatté valorosamente nella prima battaglia di Ypres nel novembre dello stesso anno. Fu promosso capitano il 14 novembre e ricevette la medaglia del Distinguished Service Order dal re Giorgio V in persona il 2 dicembre.

### Intelligence service
Il reggimento di Menzies fu decimato durante le battaglie del 1915, colpito da pesanti perdite nella seconda battaglia di Ypres. Menzies fu gravemente ferito durante un attacco con il gas nel 1915 e fu esonerato con onore dal combattimento attivo. Egli fu quindi assunto nella sezione del controspionaggio della Forza di spedizione britannica comandata dal feldmaresciallo Douglas Haig. Verso la fine del 1917 egli riferì ai comandanti superiori che il brigadiere generale capo del servizio di Haig, John Charteris, stava falsificando le stime del servizio, il che comportò subito la rimozione di Charteris. Questo whistleblowing fu condotto apparentemente con grande discrezione. Menzies fu promosso maggiore prima della fine della Guerra.

## MI6
Dopo la fine della guerra Menzies entrò nello MI6 (noto anche come SIS). Fu membro della delegazione britannica alla Conferenza di pace di Parigi. Subito dopo Menzies fu promosso tenente colonnello. Nello MI6 egli divenne assistente direttore del servizio speciale di  intelligence. L'ammiraglio Hugh Sinclair divenne direttore generale dello MI6 nel 1924, e nominò suo vice nel 1929 Menzies, che subito dopo venne promosso colonnello.
Nel 1924 Menzies fu presumibilmente coinvolto insieme a Sidney Reilly e al funzionario Desmond Morton nel falsificare la lettera di Zinov'ev. Questo falso fu considerato strumentale alla vittoria del Partito Conservatore nelle elezioni generali britanniche del 1924 che posero termine al primo governo laburista del Paese.

## Capo dello MI6
Nel 1939, quando l'ammiraglio Sinclair morì, Menzies fu nominato capo del SIS. Egli incrementò i dipartimenti dello spionaggio e del controspionaggio in tempo di guerra e sovrintese agli sforzi di decrittazione a Bletchley Park, supervisionando il lavoro del criptoanalista e matematico Alan Turing. Prima della seconda guerra mondiale, il SIS era stato un ramo relativamente secondario e di scarsa influenza del Governo britannico: le principali ragioni di tutto ciò erano dovute a motivi di budget dopo la prima guerra mondiale e durante gli anni della Grande depressione.

### Seconda guerra mondiale
Quando ebbe inizio la  Seconda guerra mondiale il SIS si espanse notevolmente. Menzies insisteva nel periodo bellico sulla decrittazione e ciò gli diede un grande potere e influenza, che egli utilizzò con molto giudizio.
Distribuendo il materiale raccolto dalla Scuola governativa di cifratura e decrittazione, per la prima volta lo MI6 divenne un'importante branca del Governo britannico. Un'ampia violazione dei messaggi codificati della cifratrice tedesca Enigma diede a Menzies e alla sua squadra una grande visibilità sulla strategia di Adolf Hitler e ciò fu tenuto segretissimo non solo durante la guerra ma anche dopo, fino al 1974, quando il libro di Frederick Winterbotham, The Ultra Secret sollevò finalmente il manto di segretezza. I nazisti erano sospettosi, ma ritenevano che Enigma fosse inviolabile e non seppero mai, per tutta la durata della guerra, che gli Alleati leggevano gran parte del loro traffico di informazioni via radio.
Menzies teneva aggiornato quotidianamente il Primo ministro Winston Churchill sui risultati delle decrittazioni e lavoravano insieme per assicurarsi che fossero fornite adeguate risorse finanziarie dedicate alla ricerca e al miglioramento delle tecnologie a Bletchley Park, per stare al passo con i perfezionamenti che i tedeschi apportavano al loro sistema di codifica, così come far sì che al progetto fossero assegnati giovani di talento. Al 1945 operavano nel SIS quasi 10000 persone. Gli sforzi compiuti a Bletchley Park furono decisivi nella battaglia contro la forza navale sottomarina tedesca, che minacciava gravemente i trasporti attraverso l'Atlantico, specialmente nella prima metà del 1943. La Gran Bretagna fu tagliata fuori dal continente europeo dopo la metà del 1940 e divenne quasi completamente dipendente per la sua sopravvivenza dalle forniture provenienti dal Nordamerica. L'accesso a Ultra fu anche di vitale importanza nella battaglia per la Normandia, che condusse al D-Day del giugno 1944 e alle successive operazioni belliche in territorio francese.
Menzies fu sospettato di essere coinvolto nell'assassinio dell'ammiraglio francese François Darlan, comandante delle forze armate della Repubblica di Vichy, che disertò a favore degli Alleati in Algeria. Lo storico britannico David Raynolds scrisse nel suo libro, In Command of History, che Menzies, che raramente lasciò Londra nel corso della guerra, era in Algeri nel periodo in cui Darlan fu assassinato, rendendo plausibile il coinvolgimento del SOE. Inoltre l'assassino di Darlan, Fernand Bonnier de La Chapelle, era stato membro del gruppo della Resistenza francese  guidato da Henri d'Astier de la Vigerie. Comunque, dato che Darlan era una fonte dell'intelligence alleata, i motivi di un coinvolgimento di Menzies nel suo assassinio rimangono poco chiari.
Menzies, che nel gennaio 1944 fu promosso maggior generale, sostenne anche gli sforzi per contattare la Resistenza tedesca antinazista, compreso l'ammiraglio Canaris, l'antinazista capo dell'Abwehr, in Germania.
Il Primo ministro Winston Churchill veniva tenuto informato su questi sforzi durante la Guerra e le informazioni da e per la resistenza al nazismo furono sfruttate tatticamente. Menzies coordinava le sue operazioni con il SOE (anche se egli li considerava dei dilettanti), con il British Security Coordination (BSC), l'OSS statunitense (che diventerà poi la CIA) e la France libre.

## Dopoguerra
Dopo la guerra Menzies riorganizzò il SIS per la Guerra fredda. Il suo dipartimento assorbì gran parte del SOE. Egli fu spesso in contrasto con il governo laburista.  Egli dovette anche superare lo scandalo all'interno del SIS dopo la rivelazione che un ufficiale di questo servizio, Kim Philby, era in effetti una spia sovietica, sebbene ciò fosse accaduto dopo che Menzies era andato in pensione.
Ciò non di meno Menzies merita qualche biasimo per l'introduzione di un agente sovietico nello MI6, secondo il libro di Anthony Cave Brown, C: The Secret Life of Sir Stewart Graham Menzies, Spymaster to Winston Churchill. Menzies era già a capo del Servizio quando vi entrò Philby (1941). L'autore sostiene che il primo criterio di assunzione di collaboratori di Menzies era quello che i candidati fossero ex ufficiali di rango superiore e raccomandati da un altro dipartimento governativo o conosciuti personalmente da lui stesso. Nella recensione del libro da parte del New York Times, il romanziere Ken Follett giunge a questa conclusione: 
((EN) Ken Follett, THE OLDEST BOY OF BRITISH INTELLIGENCE, in New York Times, New York, 27 dicembre 1987. URL consultato il 24 marzo 2017.)
Dopo 43 anni consecutivi di servizio nell'esercito britannico, Menzies si ritirò a Bridges Court in Luckington nel rurale Wiltshire all'età di 62 anni. Menzies era certamente abile negli intrighi burocratici, una virtù nella sua posizione, ma i suoi sforzi come capo ebbero il ruolo principale nella vittoria nella seconda Guerra mondiale, come emerge dalle quasi 1500 riunioni con il Primo ministro Churchill durante la guerra.

## Matrimoni
Menzies si sposò, per la prima volta, nel 1918 con Lady Avice Ela Muriel Sackville, figlia minore di Gilbert Sackville-West, VIII conte De La Warr e di Lady Muriel Agnes Brassey, figlia di Thomas Brassey, I conte Brassey. La coppia divorziò nel 1931, quando lei lo lasciò per un altro uomo.
La seconda moglie fu Pamela Thetis Garton (nata Beckett), quarta figlia dell'Onorevole Rupert Evelyn Beckett e di Muriel Helen Florence Paget, che Menzies sposò il 13 dicembre 1932. Pamela soffriva di depressione clinica e di anoressia nervosa, fu l'unica delle tre mogli a dargli una figlia, Fiona, nel 1934. Pamela morì il 13 marzo 1951.
Nel 1952 Menzies sposò Audrey Clara Lilian Latham (al suo quarto marito), già moglie del corridore automobilista Sir Henry Birkin e figlia di Sir Thomas Paul Latham, primo baronetto Latham.
Stewart e Audrey avevano entrambi più di 50 anni di età al momento del loro matrimonio, ciascuno di loro aveva una propria residenza, lui nel Wiltshire, a ovest di Londra, lei nell'Essex, nella parte est di Londra, e vivevano in gran parte non insieme, incontrandosi per pranzo ogni mercoledì a Londra. 
Col suo terzo matrimonio Stewart ebbe due figlie adottive, Pamela Buxton (moglie di Lord Buxton of Alsa) e Sara Hanbury.
Anthony Cave Brown afferma che Menzies ebbe una lunga relazione con una delle sue segretarie, che terminò quando lui si ritirò in pensione (e, presumibilmente, quando si sposò per la terza volta); pare che la segretaria a quel tempo abbia tentato il suicidio.
Menzies morì il 29 maggio 1968.

## Cinema
Stewart Menzies è un personaggio del film del 2014 The Imitation Game, interpretato da Mark Strong.